# Oldřich Dudek
Oldřich Dudek (* 23. května 1946 Praha, Československo) je český scenárista, kreslíř-humorista, ilustrátor, spisovatel. Absolvent Filmové fakulty Akademie múzických umění v Praze.

## Scenáristická tvorba pro televizi
- Malý televizní kabaret. [Televizní seriál pro děti.] ČSSR, ČR 1977–1990, 2000. Režie Petr Obdržálek, Jiří Adamec, Libuše Koutná, Josef Vondráček. Scénář O. Dudek a O. Suchý. 100 dílů. 48 min. („Zábavný pořad plný písniček a veselého vyprávění, při němž se nikdo nudit nebude.“)
- Stodola Michala Tučného. [Televizní hudební pořad.] ČSSR 1983. Režie Ivo Paukert. 40 min.
- Reklamy Jitky Molavcové. [Televizní hudebně-zábavní pořad.] ČSSR 1985. Režie Pavel Vantuch. 29 min.
- Štěstí. [Televizní inscenace; komedie.] ČSSR 1985. Režie Ivo Paukert. 20 min. („Mikrokomedie o zamilované kadeřnici a populárním zpěvákovi.“)
- Lásky na zítřek. [Hudební televizní film; komedie.] ČSSR 1986. Režie Pavel Brabec. 55 min. („Příběh s písničkami o muži, který hledá životní partnerku.“)
- Hvězdář a kometa. [Televizní hra.] ČSSR 1988. Režie Václav Hudeček. 38 min. („Komorní příběh o dlouhém čekání a lásce.“)
- Vánoční kalendář – Joulukalenteri. [Televizní seriál.] ČSSR, Finsko 1989. Režie Ulpu Tolonen. Scénář O. Dudek a O. Suchý. 9 min. (Televizní seriál pohádek v koprodukci s finskou TV.)
- Správný učitel nenosí meč. [Televizní film; komedie.] ČR 1992. Režie Jiří Věrčák. 45 min. („Malá komedie o velkém objevu.“)
- Nováci 2. [Televizní seriál; situační komedie.] ČR 1995. Námět a scénář O. Dudek. Režie Jiří Adamec, Vladimír Drha. 52 epizod. 30 minut.
- Senzibilšou. [Televizní pořad; komedie.] ČR 1997. Režie Jan Pecha. 50 min. Zábavní pořad s Luďkem Sobotou.
- Hudebně-zábavní pořady Šestý den je sobota (cyklus kabaretů), Dámský kabaret (návod pro ženy, jak se dívat na svět s humorem; ve spolupráci s časopisem Dikobraz), Sexbox kabaret.

## Audio
- DUDEK, Oldřich; SUCHÝ, Ondřej. Štěpánčin televizní kabaret [zvukový záznam]. [Praha]: Supraphon, 1989. 1 MC.
- NEKUDA, Luděk; DUDEK, Oldřich. Vodnická škola Josefa Dvořáka [zvukový záznam]. Praha: Bonton Music, 1995. 1 zvuková kazeta (57 min. 20 sec.) + 1 příl.

Autor množství rozhlasových scének.

## Divadlo
- Uzloviny aneb Manželské sexyhrátky. (Erotický kabaret Dr. Radima Uzla a manželů Kubištových se scénkami Oldřicha Dudka a písničkami M. B. Karpíška.) Premiéra 31. 1. 2005.
- Vražda v koupelně aneb Namydlené historky 1. (Scénky O. Dudka s písničkami M. B. Karpíška.) Premiéra 8. 6. 2005.
- Lucerna zeleného Rudolfa aneb Namydlené historky 2. (Scénky O. Dudka s písničkami M. B. Karpíška.) Premiéra 12. 4. 2006.
- KIKINČUKOVÁ, Jindřiška; DUDEK, Oldřich. Mejdan manželek šílených aneb manželství je kabaret 1. Režie Pavel Kikinčuk. Texty písní J. Kikinčuková a O. Dudek. Premiéra 18. 3. 2009.
- KIKINČUKOVÁ, Jindřiška; DUDEK, Oldřich. Kalba manželů šílených aneb Manželství je kabaret 2. Premiéra 9. 6. 2010.
- DUDEK, Oldřich. Paparazzi aneb Intimní život bulvárního fotografa. Premiéra 19. 12. 2012. Režie Pavel Kikinčuk.

## Ilustrační tvorba
MLÁDEK, Ivan. Pohádky a pověsti ve verších. Ilustrace Oldřich Dudek. Dobřichovice: Empress, [199-?]. ISBN 80-901459-1-4.

## Literární tvorba
- DUDEK, Oldřich; SUCHÝ, Ondřej. Houpačka pro 17. Praha: Práce, 1978. Edice Kamarád.
- SUCHÝ, Ondřej; DUDEK, Oldřich. Ljuba jako vystřižená : z veselých vzpomínek zasloužilé umělkyně Ljuby Hermanové. Praha: Melantrich, 1986. Edice Humor do kapsy ; sv. 26.
- Zápisník nedokonalého muže. Praha: Studio dobré nálady ; Kredit, 1991. ISBN 80-85279-06-1.
- Velká sázka o knír Jana Rosáka : 365 kreslených vtipů Oldřicha Dudka : milenci, manželé, ložnice, erotika. [S. l.]: Forma, 1995.
- Průšvihy firmy Neprakta. Ilustrace Jiří Winter-Neprakta. [S. l.]: OSKAR GAG, 1997. ISBN 80-86155-03-X.
- Bufet blízko umění. Praha: Pardon – Pardon, 1997.
- Bufet blízko umění [zvukový záznam]. Praha: KTN K. E. Macana, 1997. 1 CD (06.44:37).
- ROSÁK, Jan. To jsem celý já. [Literární spolupráce Oldřich Dudek]. Praha: OSKAR GAG : Formát, 1998. ISBN 80-86155-17-X.
- Historky z koupelny. Horní Bříza: Keramika, 1998.
- SÖRÖSOVÁ, Marika; DUDEK, Oldřich. Marika, aneb, Jak mladá dívka ke štěstí přišla : tři roky s idolem. Praha: Otakar II., 1999. ISBN 80-86355-05-5.
- Tučňák je taky jenom člověk. Praha: ČEZ, 2000.
- Mejdan s hvězdami. Praha: Formát, 2000. ISBN 80-86155-57-9.
- SOCHOR, Josef; DUDEK, Oldřich. Muž, který porazil Gotta. Praha: Formát, 2002. ISBN 80-86155-93-5.
- Sex v Čechách : a nuda v posteli je pryč! Praha: Olympia, 2004. ISBN 80-7033-825-3.
- Tornádo : čtení, když v televizi nic není. Praha: Olympia, 2006. ISBN 80-7033-983-7.
- Nevšední život, záhadná smrt Karla Svobody. Mnichovice: BVD, 2007. ISBN 978-80-903754-8-2.
- Hořký smích totality, aneb, Čítanka pro Husákovy děti. Česká Kamenice: Polart, 2009. ISBN 978-80-87286-03-6.
- Český Kocourkov : malé ohlédnutí před velkým skokem vpřed. Praha: BVD, 2010. ISBN 978-80-87090-29-9.
- Padni komu padni, aneb, To se nám to vládne, když to druhý platěj! Velké Přílepy: Olympia, 2012. ISBN 978-80-7376-328-2.
- Potřeštěné pohádky. Praha : Brána, 2013. ISBN 978-80-7243-673-6.
- Pitomec ve skříni, aneb, Manželé a milenci. Praha: Brána, 2013. ISBN 978-80-7243-659-0.
- Záletný ďábel a jiné radosti. Praha: Brána, 2015. ISBN 978-80-7243-758-0.
- Příhody rytíře Příhody v 21. století. Praha: Brána, 2015. ISBN 978-80-7243-834-1.
- DUDEK, Oldřich; ŠPAŇHEL, Vít; OTRATA, Karel. Humoresky : legendy kresleného vtipu: Vladimír Renčín, Jiří Winter Neprakta, Jaroslav Kerles, Oldřich Dudek, Zdeněk Žáček. Sest. O. Dudek, V. Špaňhel. Praha: Czech News Center, 2015. ISBN 978-80-87033-27-2.

Autor řady humoristických povídek publikovaných v časopisech a novinách, příp. upravených pro rozhlas.

Autor nebo spoluautor textů v autorských katalozích Tomáš Bím (1993), Inventura : Tomáš Bím 50 (1996) ad., Jiří Trnka : Obrazy : Galerie Zlatá lilie Praha, 23. 10.–6. 11. 1985 (Praha: Dílo, 1985) a v kolektivním katalogu Výstava kresleného humoru : Galerie Československý spisovatel (1980).

## Kresby
- Kresby vystavoval na autorských i kolektivních výstavách v ČR i v zahraničí.

## Ukázka Dudkova humoru
Proč mám rád Tomáše Bíma?

Odpověď je jednoduchá: Protože tento zlý, arogantní, ješitný, dýchavičný, obézní, hádavý, pletichářský, podmračený, nesebekritický, zapatlaný, přejedený, přepitý, překouřený, zakyslý, jedovatý, šílený, nabubřelý, líný, neadaptabilní, servilní, lhavý, uklevetěný, pobryndaný, netolerantní, promiskuitní epikurejec umí vytvářet tak milé obrazy, vedle kterých jsou slova, která jsem právě o Bímovi řekl, jako muší enóna na oponě Národního divadla. Totiž bezvýznamná.

Oldřich Dudek, Řevnice 5. 5. 1996 